# فرودگاه کالیفرنیا (شهرستان اوبرن)
فرودگاه کالیفرنیا، شهرستان اوبرن (به انگلیسی: Auburn Municipal Airport (California)) یک فرودگاه همگانی آشیانهٔ هواپیما با کد یاتا AUN است که یک باند فرود آسفالت دارد و طول باند آن ۱۱۲۸ متر است. این فرودگاه در کشور ایالات متحده آمریکا قرار دارد و در ارتفاع ۴۶۸ متری از سطح دریا واقع شده‌است.